# Салима
Салима е една от 28-те области на Малави. Разположена е в централния регион на страната и има излаз на езерото Малави. Столицата на областта е град Салима, площта е 2151 км², а населението (по преброяване от септември 2018 г.) е 940 184 души.